# ویوا (شبکه تلویزیونی اسرائیل)
ویوا (به انگلیسی: Viva) یک شبکه تلویزیونی در اسرائیل است که پخش آن از ۲۵ آوریل ۱۹۹۹ آغاز شد. این کانال در زمینه انتقال تلنویوها و درام‌های بین‌المللی به ویژه از آرژانتین، ترکیه و شرق آسیا با زیرنویس‌های عبری تخصص دارد.